# 942
942 (CMXLII) fue un año común comenzado en sábado del calendario juliano, en vigor en aquella fecha.

## Acontecimientos
- 30 de octubre: Marino II sucede a Esteban VIII como papa.
- 17 de diciembre: Guillermo I de Normandía es emboscado y asesinado por seguidores de Arnulfo I de Flandes, mientras ellos dos se encontraban en una conferencia de paz para resolver sus diferencias.
- La dinastía Chavda de Guyarat es destruida.
- Hywel el Bueno, rey de Deheubarth, anexa Gwynedd y Powys, y se convierte en el gobernante de gran parte de Gales.
- Un ejército húngaro ataca al-Ándalus y sitian las ciudades de Lérida, Cerdaña y Huesca, caputando a Yahya ibn Muhammad ibn al Tawil, gobernante de Barbastro.

## Nacimientos
- Fujiwara no Tamemitsu, cortesano japonés.
- Genshin, monje budista japonés.
- Liu Chang, emperador de Han del Sur.

## Fallecimientos
- 13 de febrero: Muhammad ibn Ra'iq, amir al-umara.
- 17 de diciembre: Guillermo I de Normandía.
- Esteban VIII, papa.
- Emma de Barcelona, religiosa.
- Idwal Foel, rey de Gwynedd.
- Gaozu de Jin Posterior.
- Liu Yan, emperador de Han del Sur.